# Alice au pays des merguez
Alice au pays des merguez, publié en avril 1986, est le 126e roman de la série « San-Antonio », écrit par Frédéric Dard sous le nom de plume de San-Antonio  (ISBN 2265073091).
Le roman a été réédité en 2011 dans le 10e volume de l'« Intégrale San-Antonio » de la collection Bouquins.
Le titre est un clin d'œil humoristique au roman Alice au pays des merveilles.
Le récit évoque l'enlèvement d'une jeune femme par un milliardaire arabe. San-Antonio est requis par le père de la jeune femme pour retrouver sa fille. San-Antonio et Bérurier, qui est récemment devenu papa d'un bébé prénommé Apollon-Jules, enquêtent et finissent par se rendre au Maroc où serait détenue Alice.

## Personnages principaux
- Personnages récurrents
  - Commissaire San-Antonio : héros du roman.
  - Alexandre-Benoît Bérurier : son adjoint et ami.
  - Berthe Bérurier : épouse d'Alexandre-Benoît.
  - Apollon-Jules Bérurier : nourrisson des Bérurier.

- Personnages liés à ce roman
  - Alice Lambert de Vilpreux : jeune femme de 22 ans ; victime d'un enlèvement.
  - Alain Lambert de Vilpreux : son père, millionnaire.
  - Isabelle de Broutemiche : maîtresse d'Alain Lambert de Vilpreux.
  - Maryse Marate : épouse du médecin traitant d'Alain Lambert de Vilpreux.
  - Kazaldi : milliardaire arabe.
  - Karim Arien : majordome de Kazaldi.

## Résumé
Le récit alterne en chapitres mettant en scène San-Antonio et chapitres mettant en scène Alice.
- Mise en place de l'intrigue (chapitres « Suravant propos » à « La Cage »)[1]

Une jeune femme, Alice Lambert, dîne dans le restaurant du Pasha Club. Elle attire l'attention d'un riche Arabe. Quelques heures après, elle est enlevée.
Le même jour, Alexandre-Benoît et Berthe Bérurier célèbrent le baptême de leur fils unique, âge de deux mois, qu'ils ont appelé « Apollon-Jules » : « Jules » en raison du prénom porté par plusieurs ascendants du Gros, « Apollon » en raison de l'Apollon du Belvédère.
Alors que le baptême se poursuit dans la soirée dans le cadre d'un festin gargantuesque, San-Antonio est requis par le directeur de la Police nationale pour s'occuper de toute urgence de la disparition d'Alice.
- Enquête et aventures en France (chapitres « Bing ! » à « Pan ! »)[3]

L'enquête débute rapidement. San-Antonio rend visite à Isabelle de Broutemiche, la maîtresse d'Alain Lambert de Vilpreux. Apprenant qu'Alice faisait l'objet d'attention d'un homme au Pasha club, San-Antonio s'y rend. L'homme est identifié comme étant Kazaldi, un milliardaire arabe. Le commissaire se rend à son domicile parisien et y rencontre Karim Arien, le majordome de Kazaldi. Kazaldi s'est déjà enfui en direction de Marrakech, au Maroc, dans sa résidence « L'Orangeraie ».
Mais les choses évoluent. San-Antonio, qui a fait mettre le téléphone d'Alain Lambert de Vilpreux sur écoutes, apprend qu'un inconnu lui réclame 5 millions de francs pour voir revenir sa fille. San-Antonio est troublé par cette demande de rançon qui ne colle pas avec les circonstances de l'enlèvement. Celles-ci révèlent un ravisseur qui a agi pour des raisons psychologiques ou sexuelles, pas pour des motifs financiers. Un nouvel appel téléphonique a lieu peu après au cours duquel le ravisseur indique les modalités de la remise de la rançon qui doit se faire sur une autoroute. San-Antonio fait suivre Lambert. Lorsqu'il arrive au lieu indiqué, San-Antonio et son équipe sont en planque. Plus tard, rien ne se produisant, San-Antonio se révèle et demande à Lambert stupéfait d'ouvrir sa valise : elle ne contient plus les 5 millions. San-Antonio en déduit que le vol de l’argent a eu lieu au domicile du millionnaire et que le vol ne peut avoir été réalisé que par quelqu'un de très proche : ou bien un couple de domestiques, ou bien l'une de ses proches amies, à savoir Isabelle de Broutemiche ou Maryse Marate. Autrement dit, « le rançonneur n'est pas le kidnappeur ».
- Enquête et aventures au Maroc

- Dénouement (chapitres « Et rrran ! » à « Conneclusion »)[4]

## Autour du roman
- Concernant les chapitres évoquant les aventures du commissaire San-Antonio, ceux-ci sont des intitulés composés d'onomatopées (Vlan !, Bing !, Poum !, etc.), répartis en deux parties qui sont toutes deux intitulées « Apollon-Jules », prénom du nourrisson des Bérurier.
- Le roman est dédié à Claude Delieutraz, « mon génial bûcheron ».
- Alexandre-Benoît Bérurier n'est plus ministre.
- On apprend que le commissaire San-Antonio est de signe astrologique cancer, ascendant sagittaire[5].
- C'est la première fois que le commissaire croise quelqu'un qui est né à Sanaa, capitale du Yemen du Nord (homophonie avec « San-A »[6]).

## Quelques citations
- « Mon ton, mon expression, lui clouent le bec. Elle décide de me haïr silencieusement. Ses deux lance-flammes continuent de se promener sur mon visage photogénique. Elle est en train de me mijoter un horoscope pas piqueté des charançons, je prévois. Du gratiné, calamiteux de partout, avec des turbulences planétaires à en chier dans son froc. Bon, je laisse passer. Mon destin ne concerne que Dieu et moi. Nous nous en chargeons, Lui et ma pomme. On s'est déjà réparti le boulot : je crois en Lui et Il croit en moi. »[5].
- « (...) le bébé possède indéniablement la morphologie de son cher papa : il est gras et musclé à la fois, massif, replet, obèse, bajouteux, affamé, assoiffé, gueulard, pétomane et parfois rieur »[7].